# Albiac (Lot)
Albiac [albjak] ist eine französische Gemeinde mit 88 Einwohnern (Stand 1. Januar 2022) im Département Lot in der Region Okzitanien (vor 2016: Midi-Pyrénées). Die Gemeinde gehört zum Arrondissement Figeac und zum Kanton Gramat.
Der heutige Name der Gemeinde leitet sich von den früheren Namen albiacum und villa albii (Landgut des Albius) ab.
Die Einwohner werden Albiacois und Albiacoises genannt.

## Geographie
Albiac liegt circa 25 km nordwestlich von Figeac in der historischen Provinz Quercy.
Umgeben wird Albiac von den fünf Nachbargemeinden:
|            | Saignes                                     |       |
| Bio        | Kompassrose, die auf Nachbargemeinden zeigt | Aynac |
| Issendolus | Thémines                                    |       |

Albiac liegt im Einzugsgebiet des Flusses Dordogne.
Nebenflüsse der Ouysse entspringen auf dem Gebiet der Gemeinde:
- der Ruisseau de Lascombes und
- der Ruisseau du Morou mit seinem Nebenfluss
  - dem Ruisseau d’Albiac.

Der Ruisseau de Saignes, ein Nebenfluss des Ruisseau de Bio, bildet die natürliche Grenze zur nördlichen Nachbargemeinde Saignes.

## Geschichte
An der Stelle mit dem Flurnamen Goudounesque siedelten vor mehr als 2300 Jahren Ligurer. Eine römische Villa und eine Römerstraße trugen zur Entwicklung des Dorfes in gallorömischer Zeit bei.
Eine erste Kapelle wurde im Rahmen der Christianisierung vermutlich im Laufe des neunten Jahrhunderts errichtet. Aus dieser Sancti Petri de Albiaco entwickelte sich ein Priorat, das dem Benediktinerkloster von Marcilhac-sur-Célé unterstand. Dieses wurde an den Baron Hugues II. von Castelnau-Gramat und seiner Frau Hermentrude verkauft, die es im Jahre 986 an den Bischof von Cahors schenkten. Das Priorat war im 10. Jahrhundert bereits an die Viguerie von Aynac angegliedert. Diese Struktur überdauerte die Jahrhunderte bis zur Französischen Revolution. Ein neues Priorat wurde wahrscheinlich zwischen 1250 und 1330 errichtet, während das erste zu klein und überaltert schien. Seine Kirche wurde auf den Fundamenten der früheren karolingischen Kapelle gebaut. Während des nun folgenden Hundertjährigen Krieges wurde der Großteil der Kirchen, Klöster und Burgen des Gebiets geplündert, in Brand gesetzt oder zerstört. Albiac, Bio und Gramat litten besonders unter der englischen Besatzung zwischen 1369 und 1378. Die religiösen Aktivitäten des Priorats dürften spätestens um 1370 zum Erliegen gekommen sein. Vom 14. bis zum 16. Jahrhundert gehörte die nun einfache Pfarrkirche zum Erzpriestertum von Thégra, das mehr als 75 Pfarrgemeinden umfasste. Die Pfarrgemeinde von Albiac war zeitweise unabhängig, zeitweise eine Zweiggemeinde von Bio, bis im Jahre 1483 der Zusammenschluss der beiden Gemeinden vollzogen wurde. Diese Verbindung bestand bis zur Französischen Revolution.

## Einwohnerentwicklung
Zu Beginn des 19. Jahrhunderts stieg die Einwohnerzahl auf einen Höchststand von rund 330. In der Folgezeit sank die Größe der Gemeinde bei kurzen Erholungsphasen bis zu den 1990er Jahren auf 60 Einwohner, bevor eine Wachstumsphase einsetzte, die in jüngerer Zeit wieder stagniert.
| Jahr      | 1962 | 1968 | 1975 | 1982 | 1990 | 1999 | 2006 | 2011 | 2022 |
| --------- | ---- | ---- | ---- | ---- | ---- | ---- | ---- | ---- | ---- |
| Einwohner | 86   | 77   | 70   | 72   | 60   | 66   | 77   | 89   | 88   |

## Sehenswürdigkeiten

### PfarrkircheSaint-Pierre
Nach den Zerstörungen im Hundertjährigen Krieg mit wiederholten Beschädigungen wurde die Kirche in der Mitte des 16. Jahrhunderts wieder aufgebaut. Die Datierung der großen Glocke belegt diese Vermutung. Die karolingische Vorgängerkirche befand sich unter dem Chor der heutigen Kirche. Dies wird belegt durch den Fund von vier vorromanischen Pfeilern bei Sanierungsarbeiten im Jahre 1994. An der Nordostseite sind zwei Pfeiler teilweise sichtbar. Ursprünglich war der Haupteingang auf Höhe des Narthex an der Westseite. Mit der Vergrößerung des Schlosses durch die Familie Roquemaurel im Jahre 1670 wurde der Eingang an die Südseite verlegt. Zur gleichen Zeit wurde eine Verbindungstür vom Schloss zur Empore für den direkten Zugang gelegt. Diese wurde 1994 zugemauert. Im Jahre 1837 gab es nur eine Kapelle an der Südseite unter dem Glockenturm. Danach wurde eine Sakristei und zwischen 1863 und 1879 eine nördliche Seitenkapelle errichtet, weil die Bevölkerung von Albiac zu jener Zeit angewachsen war. Während des 19. Jahrhunderts wurden Wandmalereien im Inneren geschaffen, die bis zu den Sanierungsarbeiten im Jahr 1994 sichtbar waren. Im Jahr 2012 wurden Glasfenster im zeitgenössischen Stil, Werke der Glasmalerin Roseline Chanvin, eingesetzt.

### Schloss Albiac
Hugues de Thémines, Bruder von Girbert I. de Thémines, war Seigneur von Albiac im Jahre 1263. Girbert I de Thémines huldigte zuvor dem französischen König Ludwig IX. für sein Schloss Albiac Im Jahre 1242. In der Folge nahm eine Familie, die ihren Namen von Albiac angenommen hatte, die Partei für die Engländer im Hundertjährigen Krieg an. Jean d’Albiac wurde deshalb verurteilt, seine Besitztümer wurden beschlagnahmt und versteigert. Am Ende des 14. Jahrhunderts musste die Familie Frankreich in Richtung England verlassen. Béthon de Roquemaurel, der Thémines und die Gebiete im Jahre 1416 erstand, übergab seine Güter an seine Söhne Aymeric und Bégon de Roquemaurel. Die Familie Roquemaurel besaß die Hälfte der Grundherrschaft von Albiac einschließlich der Gerichtsbarkeit. Die andere Hälfte teilten sie sich mit dem Priorat von Les Fieux. Die Familie behielt Albiac bis 1841, bis Jean Claude de Roquemaurel, den Besitz an Auguste Lacarrière, Friedensrichter aus Lacapelle-Marival verkaufte. Dieser kam aus einer namhaften Familie des Quercy, der unter anderem auch das Schloss Labro gehörte und die das Schloss his heute besitzt.
Das heutige Schloss scheint aus dem 17. Jahrhundert zu stammen. Spuren von Gebäuden und Türmen die an das Gebäude grenzten, sind noch vorhanden. Es ist in unmittelbarer Nähe zur Pfarrkirche im Zentrum der Gemeinde. Unter dem Gebäude Unter dem Gebäude befinden sich Kellergewölbe. Ein breites Kreuzstockfenster sowie ein viereckiger Turm mit einem hohen Dach und zwei übereinanderliegenden Dachgauben sind bewahrt worden. Das Schloss ist der Öffentlichkeit nicht zugänglich, wegen der Nähe zur Kirche jedoch von außen zu besichtigen.

### Schloss La Pèze
Das Datum der Errichtung dürfte zeitlich mit der Standeserhebung der Güter von Jean Lapèze durch den Baron von Thémines anlässlich seiner Heirat mit  Valentine de Chavanous im Jahre 1512 zusammenhängen. Die Formen der Fenster und der Schießluken belegen die Datierung auf die ersten Dekaden des 16. Jahrhunderts. Über Eheschließungen gelangte das Landgut an die Familie Turenne d’Aynac. Louis de Turenne, Marquis von Aynac, veräußerte das Schloss an Antoine Vidal de La Pize im Jahre 1688. Es ist von den Vorfahren der heutigen Besitzer im Jahre 1850 gekauft worden. Gegen 1890 ist das Schloss in Teilen niedergebrannt.
Das heutige Schloss besteht aus einem Wohntrakt mit rechteckigem Grundriss, der von zwei runden Ecktürmen flankiert wird. Diese sind mit Querstockfenstern mit Kielbogen ausgestattet und noch mit einigen Maschikuli bewehrt. Ein dritter runde Turm, möglicherweise in Treppenturm, von dem nur die Fundamente übrig geblieben sind, sprang früher aus der Mitte der Südfassade hervor. Diese ist zu einem großen Teil überarbeitet worden, was insbesondere Fenster und Türen betrifft. Das Schloss befindet sich in Privatbesitz und ist der Öffentlichkeit nicht zugänglich.

### Herrenhaus in Lascombes
Das Lehen ist 1312 erstmals erwähnt worden und 1314 war der Seigneur der Adelige Aymeric de Buffet. Ein Jean de Lascombes ist 1536 als Zeuge in einem Dokument verzeichnet. Im 18. Jahrhundert ist das Lehen im Besitz der Familie Faure de Prouillac. Das heutige zweistöckige Gebäude ist Teil eines landwirtschaftlichen Betriebs. Es besitzt einen rechteckigen Grundriss und datiert aus der zweiten Hälfte des 16. Jahrhunderts. Drei seiner Ecken werden von Scharwachttürmen mit Flachsteindächern verstärkt. Der Kataster von 1825 zeigt einen runden Turm, der wahrscheinlich eine Treppe barg. Dieser war an die Westfassade angebaut und ist heute aber verschwunden. Die ursprünglichen Fenster sind heute zugemauert. Im Saal im ersten Stock befindet sich ein Kamin aus dem 16. Jahrhundert. Sein Sturz hat ein eingemeißeltes Schriftfeld mit einem Stern, einem Herz und einem Halbmond.

## Wirtschaft und Infrastruktur

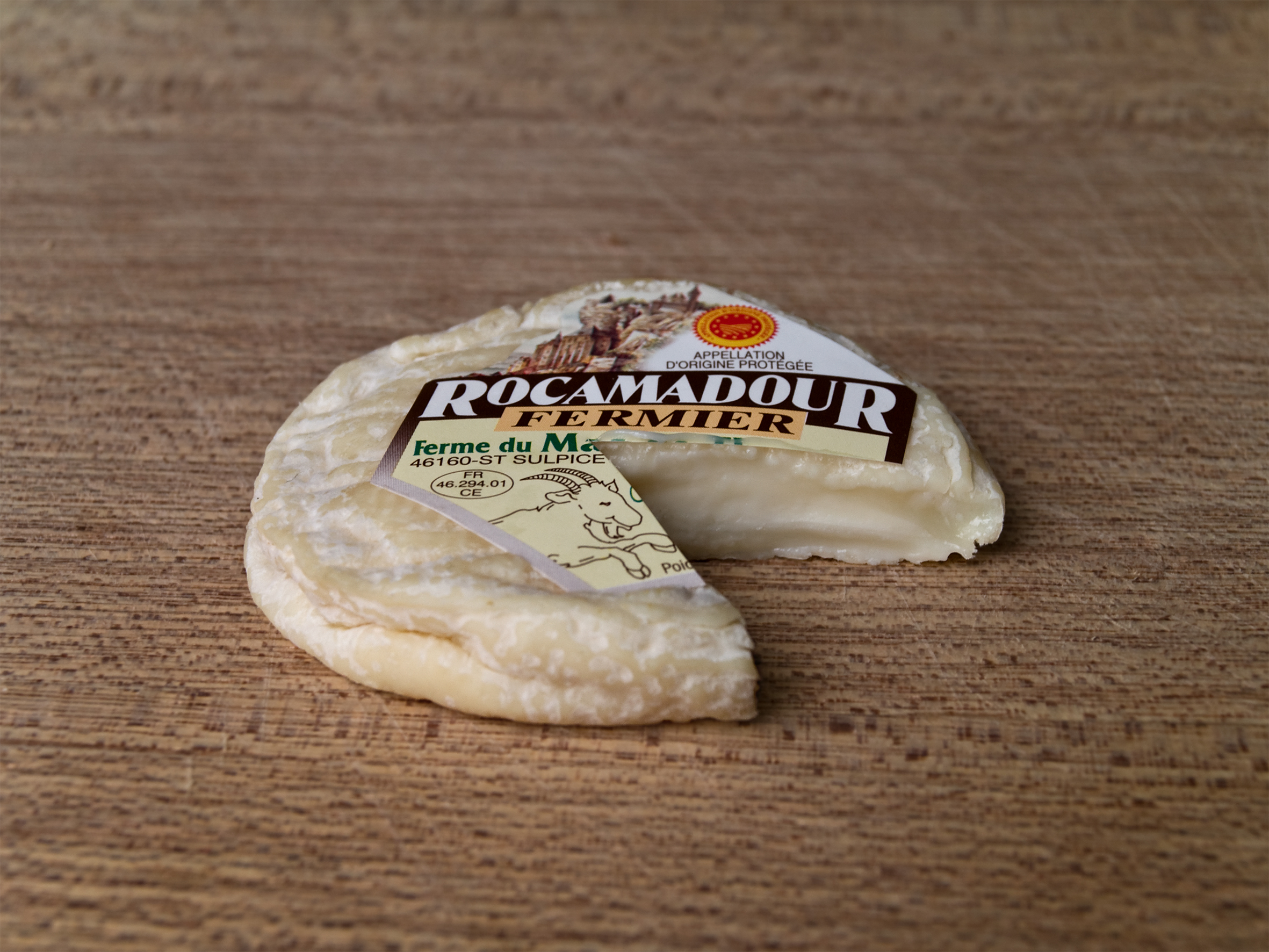
Rocamadour-Käse

Albiac liegt in den Zonen AOC der Noix du Périgord, der Walnüsse des Périgord, des Nussöls des Périgord und des Rocamadour, eines Käses aus Ziegenmilch.

### Verkehr
Albiac ist erreichbar über die Routes départementales 15 und 184.